# Paul Hoering
Paul Ludwig Gustav Hoering (* 20. September 1868 in Bartenstein; † 29. Dezember 1919 in Berlin) war ein deutscher Apotheker und Chemiker.
Hoering, Sohn eines Arztes, besuchte in Bartenstein und später in Stuttgart das Gymnasium. Von 1886 bis 1889 erlernte er in Stuttgart die Pharmazie, war dann als Pharmazeut in der französischen Schweiz und in Deutschland tätig. Von 1892 bis 1894 studierte Hoering an der TH Stuttgart und legte 1894 das Apotheker-Examen ab. Anschließend ging er nach Rostock zum Studium der Chemie und promovierte dort mit einer Arbeit über die Bromide des Anethols und des Isosafrols zum Dr. phil.
In Berlin war Hoering dann einige Zeit als Assistent von Carl Liebermann tätig und nahm an dessen Untersuchungen der Carminsäure teil. Nach seiner Tätigkeit als Chemiker der Farbenfabrik K. Oehler in Offenbach kehrte er wieder nach Berlin zurück, wo er sich ein wissenschaftliches Privatlaboratorium einrichtete und als Privatgelehrter lebte.
Hoering beschäftigte sich als Privatgelehrter mit seinem früheren Arbeitsgebiet, dem Anethol und Isosafrol. Außerdem befasste er sich mit den Problemen, welche für die Volkswirtschaft von Interesse waren (Verkokung des Torfs). Einige Jahre vor dem Ersten Weltkrieg schuf er mit seinem Verfahren zur Brikettierung des Nilschilfes die Grundlage zur Schaffung eines Brennstoffs, der für die wissenschaftliche Erschließung des Sudan von großer Wichtigkeit war. Der „Suddit“ genannte Brennstoff wurde von einer englischen Monopolgesellschaft erzeugt. Außerdem schuf Hoering ein Verfahren zur Fasergewinnung aus Nilschilf und einheimischen Schilfarten. Er hoffte, durch die von ihm begründete „Typhaser Textilindustrie“ Deutschland von der Jute-Einfuhr unabhängig zu machen.

## Schriften
- Moornutzung und Torfverwertung mit besonderer Berücksichtigung der Trockendestillation. Berlin 1915.